# Pycnocycla
Pycnocycla es un género de plantas pertenecientes a la familia Apiaceae. Comprende 20 especies descritas.

## Taxonomía
El género fue descrito por John Lindley y publicado en Illustrations of the Botany ... of the Himalayan Mountains ... 232. 1835. La especie tipo es: Pycnocycla glauca Lindl. 	

## Algunas especies
A continuación se brinda un listado de las especies del género Pycnocycla aceptadas hasta septiembre de 2012, ordenadas alfabéticamente. Para cada una se indica el nombre binomial seguido del autor, abreviado según las convenciones y usos.
- Pycnocycla abyssinica Hochst. ex A.Rich.
- Pycnocycla acanthorhipsis Rech.f., Aellen & Esfand.
- Pycnocycla aitchisonii Rech.f. & Riedl
- Pycnocycla aucheriana Boiss.
- Pycnocycla bashagardiana Mozaff.